# Polina Bratuhhina-Pitou
Pour les articles homonymes, voir Pitou.
Polina Bratuhhina-Pitou, née Bratuhhina le 7 décembre 1987 à Narva en Estonie, est une joueuse estonienne de volley-ball évoluant au poste de réceptionneuse-attaquante.
Au cours de sa carrière, elle dispute également des compétitions de beach-volley.

## Biographie

### Carrière en salle
Elle commence à jouer au volley-ball dans son pays natal accompagnée de sa soeur jumelle, après avoir fait de la gymnastique puis de la natation. A 15 ans, elle devient une joueuse professionnelle du club de GMP/Olympic Tallinn (Milstrand).
En 2009, elle rejoint le Terville Florange OC,. Deux ans plus tard, elle participe à la remontée du club en Ligue A, en remportant le Championnat de Division Excellence 2011. Lors de la saison 2012-2013, elle remporte le doublé championnat Élite-coupe de France amateur. 
Lors de la saison 2018-2019, elle réalise un nouveau doublé championnat Élite-coupe de France amateur.
Elle quitte le TFCO à l'issue de l'exercice 2021-2022, après treize années de présence au club.
Depuis la saison 2022-2023, elle joue dans le Championnat Luxembourgeois, au RSR Walfer.

### Beach-volley
Elle dispute des compétitions de beach-volley entre 2005 et 2012.

### Famille
Sa soeur jumelle Natalja (et) est également une joueuse de volley (plage, salle).
En 2014, elle se marie avec l'entraîneur français de volley-ball Romain Pitou, qui dirige l'équipe première du Terville Florange OC depuis la saison 2018-2019.

## Clubs
- GMP/Olympic Tallinn (2003–2009)
- Terville Florange OC (2009–2022)
- RSR Walfer (2022–)

## Palmarès
en Estonie
- Championnat nord-européen :
  - Finaliste en 2009.

- Ligue baltique (3) :
  - Vainqueur en 2007, 2008, 2009.

- Championnat d'Estonie (3) :
  - Vainqueur en 2007, 2008, 2009.
  - Finaliste en 2005, 2006.

- Coupe d'Estonie (5) :
  - Vainqueur en 2004, 2006, 2007, 2008, 2009.
  - Finaliste en 2005.

en France
- Championnat de France Élite (3) :
  - Vainqueur en 2011, 2013, 2019.

- Coupe de France amateur (2) :
  - Vainqueur en 2013, 2019.

au Luxembourg
- Championnat du Luxembourg (2) :
  - Vainqueur en 2023, 2024.

- Coupe du Luxembourg :
  - Finaliste en 2024.